# Babylonische Religion
Unter der Bezeichnung Babylonische Religion werden die aus schriftlichen Quellen rekonstruierten polytheistischen Glaubensinhalte der Einwohner des babylonischen Reiches  zusammengefasst. Sie entwickelten sich unter anderem aus der sumerischen Religion. Obwohl die sumerisch-babylonische Religion weder historisch noch geographisch bzw. kulturell ganz voneinander zu trennen ist, gibt es aufgrund archäologischen Befundes und Textevidenz auch eindeutige Zuordnungen für einige Götter und deren Kultorte, die den Zugang zur religiösen Annahme der Babylonier ermöglichen.

## Wesen der Götter
In Vorstellung der Babylonier waren ihre Götter anthromorph. Wie etwa in der griechischen und römischen Mythologie bestand auch das babylonische Pantheon aus familiär miteinander verbundenen Gottheiten. Ihnen wurden verschiedene Eigenschaften und Charakteristika zugewiesen. Die Beziehungen untereinander waren zum Teil wie innerhalb der Städte strukturiert. Das lag nicht zuletzt auch deshalb nahe, da die Götter im allgemeinen Stadtgottheiten waren. So konnte mit dem Wachsen oder dem Verlust von Macht die Bedeutung eines Gottes steigen oder schwinden. Die Hauptgottheiten wurden, wie Könige durch ihre Diener, von Dienergottheiten verschiedener Art unterstützt.

## Pantheon
Die wichtigsten Götter werden in einer Götterliste aufgeführt, die An=Anum genannt wird. Traditionell wurde diese Liste doppelspaltig verfasst: auf der einen Seite sumerisch, auf der anderen Seite die babylonische Entsprechung. Zu den Hauptgöttern werden auch noch die Partner und Kinder und die zugeordneten untergebenen Götter geschrieben. Die Wurzeln und Vorläufer dieser Liste liegen im 3. Jahrtausend v. Chr., ihre endgültige, kanonische Form (vermutlich als älteste kanonisierende Religion der Welt) erhielt sie bis in die zweite Hälfte des 2. Jahrtausends v. Chr. Danach sind die wichtigsten Gottheiten:

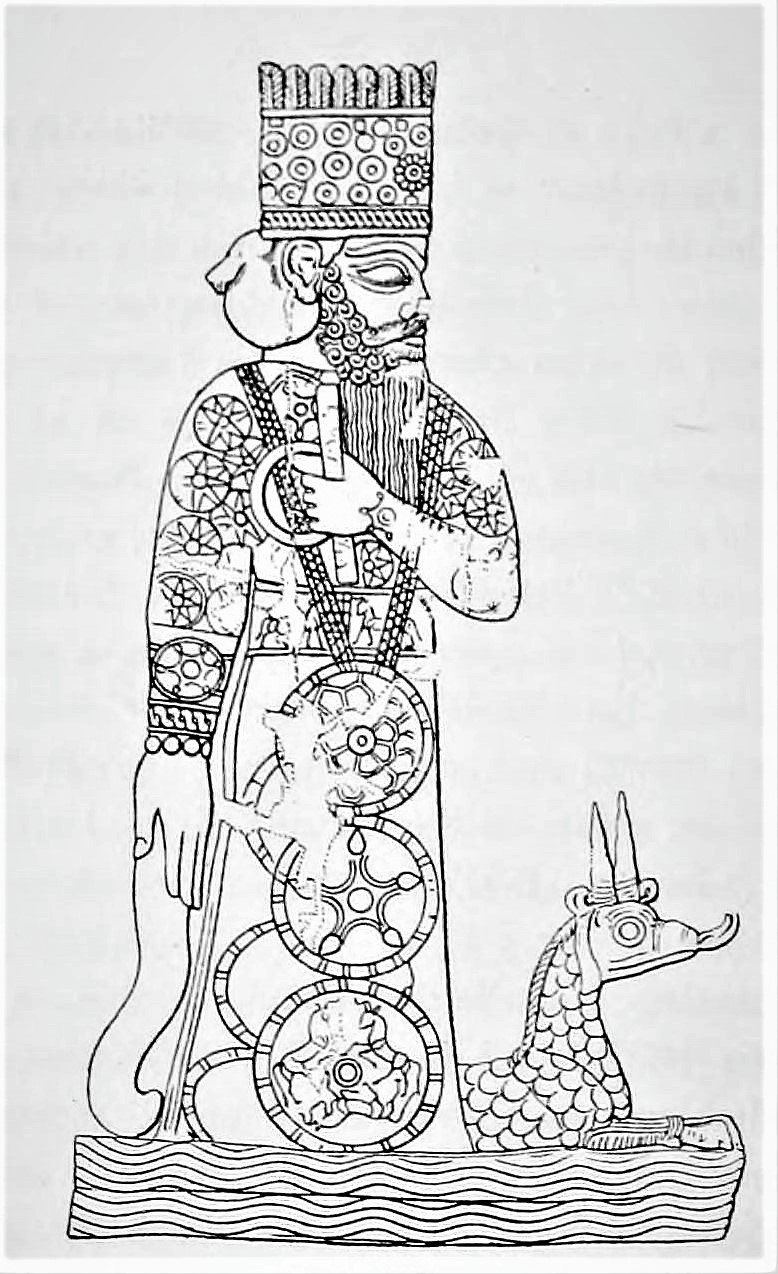
Marduk und sein Drache – Zeichnung nach einem babylonischen Rollsiegel

- Anu – Bis ins 2. Jahrtausend v. Chr. hinein oberster Gott Mesopotamiens. Manche sehen in ihm den Vater der Ištar.
- Enlil – der Gott des Windes, sein Wirken ist sehr umfassend, er sorgt u. a. auch für Wohlstand. Enlil ist mit Allmacht ausgestattet.
- Ea – Der Gott der Erde und des Süßwassers, außerdem des Wissens sowie der Wissenschaften und Beschützer des Menschengeschlechts. Ea ist der Vater Marduks.
- Sin – Dieser Mondgott beherrscht den Ablauf der Monate. Die Mondsichel ist sein Boot, mit dem er über den Himmel reist. Er ist der Vater von Šamaš und Ištar.
- Šamaš – Der Sonnengott steht für Gerechtigkeit und Wahrheit.
- Ištar/– die Göttin des Krieges und der erotischen Liebe
- Marduk – Der Reichsgott Babylons steht in Babylonien dem Götterhimmel vor. Im Weltschöpfungsmythos Enuma Eliš wird ihm die Schaffung der Welt zugeschrieben. Sein Symboltier ist der Mušḫuššu-Drache.
- Nabu – Der Sohn Marduks ist der Gott der Literatur und des Schicksals. Er verdrängt nach und nach seinen Vater.
- Ninurta – der Gott der Schlachten
- Nusku – der Feuergott
- Nergal – Gatte von Ereškigal, mit der er über die Unterwelt herrscht
- Adad – der Gott der Stürme, Gewitter und des Regens
- Tammuz – Geliebter der Ištar und Vegetationsgott

Das Pantheon war nicht statisch, die Verschmelzung weniger bedeutender Gottheiten mit wichtigen ist keine Seltenheit, vor allem in Marduk gehen diverse kleinere Gottheiten auf – es herrschte sogar vereinzelt die Meinung, Marduk sei der einzige Gott – eine frühe Form der Monolatrie oder des Henotheismus.
Marduk wurde unter anderem mit folgenden Göttern gleichgesetzt:
- Asalluchi, Sohn Enkis und Stadtgott Kumars, war ein Beschwörungshelfer. Dadurch wurde Marduk zum Sohn Enkis und stieg im Pantheon auf, was dem Aufstieg der Stadt Babylon entsprach.
- Tutu, Stadtgott der Babylon untergeordneten Stadt Borsippa, weshalb Marduks Sohn Nabu neuer Stadtgott von Borsippa werden konnte.

## Mythologie und Religion
Die teilweise Trennung von der sumerischen, traditionellen Religion erfolgte in der zweiten Hälfte des 2. Jahrtausends v. Chr., in der Babylons Stadtgott Marduk, bis dato ein eher weniger bedeutender Gott des Pantheons, die althergebrachte Trias aus An, Enlil und Enki (oder das Quartett, wenn man die Muttergottheit mitrechnet) sprengt und sich alleine an die Spitze des Pantheons setzt.
Seinen Höhepunkt fand der Prozess unter Nebukadnezar I., unter dessen Herrschaft das Weltschöpfungsepos Enûma elîsch entstand. Hier hält Marduk – von den anderen Göttern um Hilfe gebeten, nachdem er Tiamat
(weibliche Personifizierung des Meeres) wegen der von ihr ausgelösten Flut, mit der sie alle anderen Götter zerstören wollte, erschlagen hatte – seinen Bogen zum Zeichen des Sieges hoch und platziert diesen im Himmel als bogenförmige Sternen-Konstellation zum Gedächtnis daran, dass er die Gefahr der Flut gebannt hat. Das ist auch ein Beispiel für die bis heute in der jüdisch-christlichen Tradition nachwirkende Rezeption der babylonischen Religion. Denn der biblische Gott JHWH-Elohim setzt ebenfalls nach der Sintflut den Regenbogen als Zeichen des Wohlwollens an den Himmel.
Der bisherige oberste Gott des Pantheons, Enlil, wurde in einen mittleren Himmel, zwischen dem obersten Himmel seines Vaters An und dem Himmel der Gestirngötter, versetzt. Nun nahm Babylon den Platz von Enlils Stadt Nippur als religiöses Zentrum Babyloniens ein. Oftmals wurden die Namen der alten Götter durch neue ersetzt oder die Namen der alten Götter als Synonyme der neuen verwendet.
Traditionell sah die Vorstellung bis zur Usurpation Marduks wie folgt aus:
Im Zentrum eines Salzmeeres hat die Erdscheibe ihren Sitz. Darüber wölben sich mehrere Himmel, Herrscher des obersten ist An, der unterste ist der Himmel der Sterne. Getragen wird der Himmel vom Süßwasserozean, dem Abzu, in dem der oberste Gott Enki (Ea) wohnt. Darunter befindet sich die von den Göttern der Unterwelt beherrschte Schattenwelt (auch Unterwelt genannt).
Im Enûma elîsch spielt diese Unterwelt keine Rolle. Dort beginnt alles mit dem Paar Abzu und Tiamat. Von diesen beiden stammen alle anderen Götter ab. In einem Generationenkampf werden beide von Enki beziehungsweise Marduk getötet. Marduk erschafft aus Tiamats Körper die Erde und den Himmel. Auch die Menschen werden aus Lehm und dem Blut eines toten Gottes geschaffen (wobei hier variiert, welcher Gott das ist). Das Blut ist es, was den Menschen den ordnenden Verstand gibt. Menschen sind für die Götter von primärer Bedeutung. Ohne die Verehrung durch die Menschen und deren Opfer hungern die Götter.
So kommt es dazu, dass man den Göttern als Mensch durchaus selbstbewusst gegenübertreten und auch Forderungen stellen kann, vor allem an seinen persönlichen Gott. Es wurden auf Keilschrifttafeln Klagen von Menschen an ihre Götter wegen vermeintlicher ungerechter Bestrafung gefunden, die damit drohten, sich einen anderen persönlichen Gott zu suchen, der dann der Empfänger der Gebete und Opfer würde. Man liebte die Götter nicht, aber man achtete sie, und manchmal fürchtete man sie auch.
Zusätzlich zu den Göttern des Pantheons glaubten die Babylonier an Mischwesen, die zwar göttlich, aber in ihrer Macht den Göttern unterstellt waren und nur auf deren Anweisung hin aktiv wurden. Die meisten dieser Mischwesen waren böser Natur, etwa Rabisu (der Lauerer), Lilitu, ein zu normaler Sexualität unfähiges weibliches Mischwesen, das seine Aggressionen gegen junge Männer richtete und diese Schwäche damit zu kompensieren suchte. Lamaštu, ein löwenköpfiges, weibliches Mischwesen, wurde häufig als für das Kindbettfieber verantwortlich angesehen.
Die meisten anderen Mischwesen hatten keine persönlichen Charakteristika. Da die Mischwesen von den Göttern geschickt wurden, um den Frevler zu strafen, musste man sich ihrer mit Hilfe der Götter erwehren. So gab es einen regelrechten Wirtschaftszweig, in dem sich Schreiber (Gelehrte) mit Opferschau und Vorzeichen beschäftigten. Auch die Medizin basierte in erster Linie darauf, den Gott zu besänftigen und die von einem Gott gesandten Dämonen zu bannen. Dabei spielte es keine Rolle, ob sich der Sünder einer Schuld bewusst war; man konnte die Götter mit vielerlei Taten verärgern, auch wenn diese einem im ersten Moment gar nicht bewusst waren oder vielleicht nie erkannt werden würden.